# Arachnochium mirabile
Arachnochium mirabile е вид десетоного от семейство Palaemonidae. Видът не е застрашен от изчезване.

## Разпространение
Разпространен е във Виетнам, Индия (Западна Бенгалия), Индонезия (Калимантан), Мианмар и Тайланд.